# آنجلیکا نونر
آنجلیکا نونر (انگلیسی: Angelika Neuner؛ زادهٔ ۲۳ دسامبر ۱۹۶۹) لژسوار اهل اتریش است.